# 扎哈沁部
扎哈沁部，是分布于蒙古国西部科布多省的部族。人口大概10000余。清代时曾是科布多属下的一个部落。

## 历史
扎哈沁意思是「边界的人」，部落因他们曾替準噶尔守边得名，《蒙古遊牧記》載：「准噶尔谓守喀（卡）人曰扎哈沁」。清乾隆十九年（1754年），扎哈沁宰桑玛木特投诚清朝，同年奏准将玛木特改授札哈沁总管，兼辖包沁（准噶尔炮兵）宰桑阿克珠勒部众。玛木特被清朝封为三等公，赐号“信勇”，後死于阿睦尔撒纳手中。其孙札木禅袭，请求内迁，清廷于乾隆二十一年（1756年）十一月赐其哲尔格（Jerge）、西喇呼鲁苏（Sir-a Qorusu）的游牧地。扎木禅死后，子扪图什袭。卒，子托克托巴图袭。扎哈沁部众在平定准噶尔期間迁徙多地，曾遷徙到札萨克图汗部境內。
乾隆二十六年（1761年）理藩院议稱，在玛木特归诚后，雖在扎哈沁部置九佐领且补授总管，但未给其官印，奏請以总管扎哈沁一旗印给扎木禅，辖其众。诏允之。乾隆四十二年（1777年）又依定边左副将军巴图所奏，“将所剩扎哈沁九牛录，现有四百余户人，编为四牛录”，並從瑪木特家族外選擇總管，由科布多参赞大臣管理，此後扎哈沁部设一公中总管旗，也称“扎哈沁总管旗”。嘉庆年间，其疆界如下：东起于德杜库库图勒至和硕萨拉布拉克巴尔噜克，与喀尔喀诸部相邻。东南界起于巴尔噜克，止于昂吉尔图。南以哈布塔克山为界，与巴尔库勒诸部为邻。西南界起于哈布塔克山，止于和图昂鄂博，与新土尔扈特诸部相邻。西界起于和图昂鄂博，止于布尔根河东畔，与阿勒坦乌梁海为邻。西北界起于布尔干河，止于浩赖僧库尔都木达僧库尔惠图僧库尔之北山，与阿勒坦乌梁海为邻。北界起于惠图僧库尔，止于土古里克，与喀尔喀屯田兵官厂为邻。东北界起于土古里克，止于德杜库库图勒，与喀尔喀诸部相邻。
乾隆四十三年（1778年），瑪木特後裔所領一佐领从札哈沁旗内分离出来，清廷一度试图將其编入八旗察哈尔，但隨後决定仍按照他们的願望，将其迁移到賽音諾顏部郡王車木楚克扎布所屬的拜达哩克。嘉庆五年（1800年），該佐領增设为一世袭总管旗，即“札哈沁三等信勇公总管旗”，通称“扎哈沁公旗”，此旗雖非札薩克旗，但清廷許其總管世襲。民国时期总管贡布奥其尔被黑喇嘛俘獲，後逃入新疆境内。此旗牧地在科布多城南索尔必岭之阳处。嘉庆《大清一统志》遗漏此旗。

## 分布
两旗均在蒙古人民共和国成立后被废除。扎哈沁人今居住在科布多省巴托尔海尔汗山和北塔山四周的曼汗苏木、泽雷格苏木、木斯特苏木、乌音奇苏木、阿尔泰苏木。他们本来说蒙古语扎哈沁方言，现在只有老人才说，年輕人多说喀尔喀标准语。

### 引用
1. ↑  李毓澍主编：《中国边疆丛书第一辑》（张穆：《蒙古游牧记》），台北，文海出版社有限公司1966版，卷16，第768页。
2. 1 2 3  小沼, 孝博. . Oyirad Studies 8 [卫拉特研究 8]. 2022-01-01  [2024-09-02]. （原始内容存档于2024-09-02）.
3. ↑   . 维基文库: p. 传第九十九 （中文）.
4. ↑  . Монголын түүх.   [2020-01-17]. （原始内容存档于2021-06-24）.
5. ↑  . Монголын түүх.   [2020-01-17]. （原始内容存档于2021-06-24）.
6. ↑  . 中國中央電視台. 2008-12-06  [2025-03-21] –《探索·發現》.
7. ↑  刘锦藻《清朝续文献通考》，舆地考二十四。